# Escalquens
Escalquens (em occitano:  Escalquens) é uma comuna francesa na região administrativa da Occitânia, no departamento do Alto Garona. Estende-se por uma área de 8.42 km², com 6.955 habitantes, segundo o censo de 2018, com uma densidade de 830 hab/km².